# پلی فریمورک
پلی فریمورک (به انگلیسی: Play Framework) یک چارچوب نرم‌افزاری تحت وب است که در اسکالا و جاوا نوشته شده‌است که الگوی طراحی مدل-نما-کنترل‌گر (MVC) را دنبال می‌کند. هدف پلی بهبود بهره‌وری توسعه‌دهندگان با استفاده از قرارداد پیش‌فرض بر تنظیمات، بازبارگیری سریع کد و نمایش خطاها در مرورگر است.
حمایت برای زبان اسکالا از نسخهٔ ۱.۱ موجود بود. در نسخهٔ ۲.۰، هستهٔ چارچوب اسکالا در اسکالا بازنویسی شد. همچنین برای ساختن و پیاده‌سازی از sbt و web templates به جای groovy استفاده شد.